# Ijuí
Ijuí, amtlich portugiesisch Município de Ijuí, ist eine Gemeinde im südlichsten brasilianischen Bundesstaat Rio Grande do Sul. Die Bevölkerung des 1890 gegründeten Munizips wurde zum 1. Juli 2021 auf 84.041 Einwohner geschätzt, die Ijuienser genannt werden und auf einer Gemeindefläche von rund 689 km² leben.

## Geographie
Die Stadt befindet sich im Nordwesten des Bundesstaates Rio Grande do Sul in der Região das Missões.

## Geschichte
Die Kolonie Ijuhy wurde am 19. Oktober 1890 gegründet. Der Name entstammt dem Guaraní und bedeutet „reines Wasser“. Geleitet wurde die Ansiedlung von Augusto Pestana, der 1912 auch erster Bürgermeister der Stadt wurde. 1893 immigrierten zahlreiche Familien aus Steyr (Österreich-Ungarn) nach Ijuí, weil die dortige Waffenfabriks-Gesellschaft eine Produktionskrise hatte und zahlreiche Arbeiter arbeitslos geworden waren. Der jüdische, deutschsprachige Einwanderer Robert Löw aus Prag (Österreich-Ungarn) gründete 1911 die deutschsprachige Zeitung Die Serra-Post. Mit Brasiliens Kriegseintritt 1917 wurde daraus der Correio Serrano.

## Wirtschaft
In Ijuí werden die Messen ExpoIjuí (vor allem eine Landwirtschaftsausstellung) und Fenadi (Festa Nacional das Culturas Diversificadas) ausgerichtet. Es gibt drei Krankenhäuser.

## Verkehr
- América Latina Logística
- Flugplatz (1500 m Asphaltpiste)

## Bildung
Seit 1985 besteht in Ijuí die Universidade Regional do Noroeste de Estado do Rio Grande do Sul (UNIJUÍ).

## Sport
Die Stadt beherbergt den EC São Luiz. Einen im Wesentlichen auf regionaler Ebene antretenden Fußballklub.

## Söhne und Töchter der Stadt
- Walmor Battú Wichrowski (1920–2001), katholischer Geistlicher, Bischof von Cruz Alta
- Martin Warnke (1937–2019), deutscher Kunsthistoriker
- Carlos Caetano Bledorn Verri, genannt Dunga (* 1963), brasilianischer Fußballspieler